# 티스테드

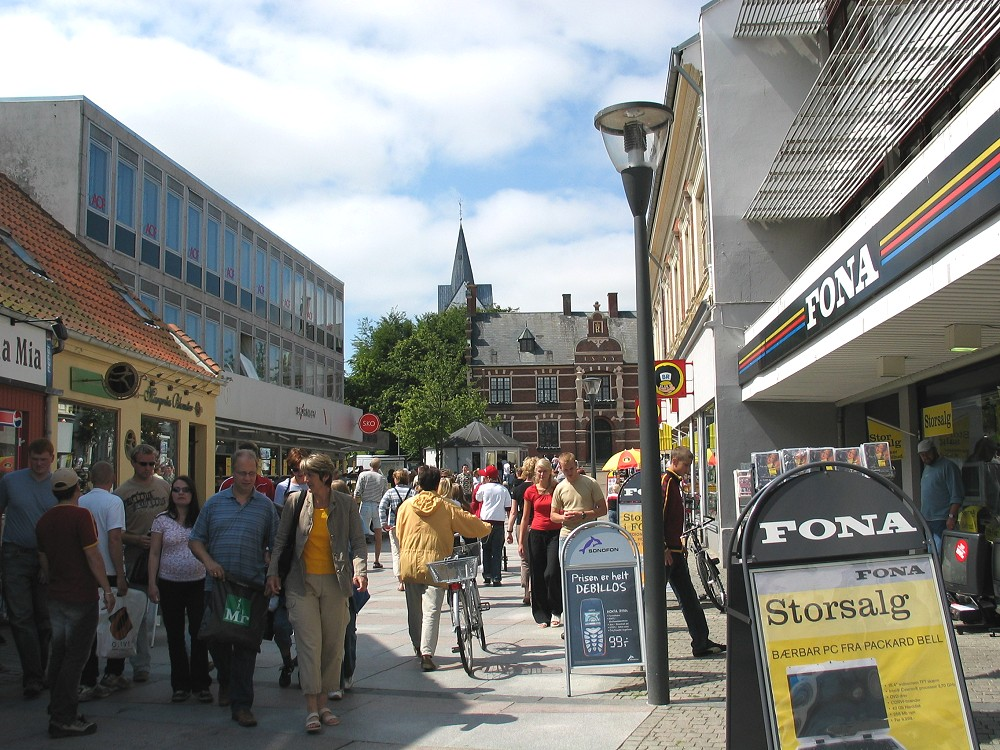
티스테드

티스테드(Thisted)는 덴마크 북윌란 지역에 위치한 도시로, 인구는 13,138명이다. 행정 구역상으로는 티스테드 시에 속한다.